# Era Uma Vez... Ao Vivo
Era Uma Vez... Ao Vivo é o primeiro álbum ao vivo e filme-concerto da dupla musical brasileira Sandy & Junior. O seu lançamento ocorreu em 10 de agosto de 1998 pela PolyGram. O trabalho foi filmado em agosto do mesmo ano, no Olympia, em São Paulo. Após o êxito com sete álbuns de estúdio e turnês pelo Brasil, a gravadora e os artistas concordaram que seria a hora de lançar um projeto ao vivo, captando a euforia dos fãs nos shows e a performance dos irmão em sua então recente turnê Eu Acho que Pirei, realizada em apoio ao seu sétimo disco de estúdio Sonho Azul (1997). Nesse contexto, planejou-se também um álbum de vídeo incluindo a apresentação.
Das vinte e duas canções do set list dos shows, doze ficaram de fora, priorizando canções de temáticas mais adolescente. Além das faixas ao vivo, foram incluídas três músicas gravadas em estúdio: "Em Cada Sonho", "No Fundo do Coração" e "Cadê Você Que Não Está", lançadas como single para promover a obra. Comercialmente, o projeto mostrou-se um enorme sucesso: tornou-se o primeiro projeto dos artistas a alcançar a marca de um milhão de cópias vendidas, além de figurar entre os álbuns mais vendidos no ranking do instituto Nelson Oliveira Pesquisa e Estudo de Mercado (NOPEM). Marca também a primeira vez que um VHS comercializou 100 mil cópias no Brasil. Estima-se que as vendas totais do projeto estejam em torno de 2 milhões e 200 mil cópias no mercado nacional, o que o torna um dos mais vendidos de todos os tempos no Brasil.

## Antecedentes e produção
Em 1997, a dupla Sandy e Junior destacou-se de maneira expressiva na indústria fonográfica brasileira, com as excelentes vendas de Sonho Azul, o maior sucesso de sua discografia até então, com mais de 650 mil cópias vendidas. O mesmo aconteceu com a turnê feita para promovê-lo, intitulada Eu Acho Que Pirei, que teve várias apresentações com ingressos esgotados e estendeu-se por várias temporadas. Após assistir a um show, o então presidente da PolyGram insistiu que eles lançassem um registro do espetáculo. As gravações ocorreram na casa de shows Olympia, em São Paulo, em agosto de 1998. Marca a primeira vez que um disco ao vivo de música infantil seria lançado.
A set list contemplava cada um dos sete discos lançados com pelo menos uma canção, no total vinte e duas músicas foram apresentadas. O espetáculo iniciava-se com "Como um Flash", versão em português de "Flashdance... What a Feeling" (1983), de Irene Cara, e encerrava com a música que deu título a turnê. Também inclusa está "My Heart Will Go On" (1997), gravada por Celine Dion. Durante a produção, foi decidido que onze das canções não fariam parte da seleção final do disco, e, visto que a dupla buscava angariar um público mais adolescente (o que iniciou-se com Dig-Dig-Joy, de 1996, de maneira sutil) as excluídas foram: "Golpe Certo", "O Pica Pau", "Maria Chiquinha", "A Resposta da Mariquinha", "O Universo Precisa de Vocês (Power Rangers)" e "Pinguilim". Outras três faixas, presentes em Sonho Azul ("Little Cowboy (I Want to Be a Cowboy's Sweetheart)", "Felicidade Como For" e o "Pout Pourri Bee Gees: "Mais que uma Sombra"/"Troque a Pilha"/"Esteja no Ar"), também foram excluídas, bem como duas canções com a temática da copa do mundo ("É Uma Partida de Futebol" e "La Copa de la Vida"). Exclusivamente para o projeto, três canções foram gravadas em estúdio: "Em Cada Sonho (O Amor Feito Flecha)" (versão de "My Heart Will Go On"), "Cadê Você Que Não Está" e "No Fundo do Coração" (versão de "Truly, Madly, Deeply", do grupo australiano Savage Garden).
Para celebrar e promover o lançamento de Era Uma Vez, em 10 de outubro, interpretaram "My Heart Will Go On" no palco do Criança Esperança. No dia seguinte, o mesmo do lançamento do álbum, o canal DirecTV Brasil exibiu sua versão em vídeo na íntegra, como um especial de celebração ao dia das crianças, em 12 de outubro de 1998. No dia 22, a dupla realizou um concerto no Metropolitan, no Rio de Janeiro, onde também promoveram o lançamento da obra. Apesar de já estarem contratados da Rede Globo, por onde estrelavam uma telessérie com seus nomes, a dupla divulgou várias faixas do disco no programa Hebe, do SBT em 22 de fevereiro de 1999.

## Lista de faixas
Créditos adaptados do lançamento em CD Era Uma Vez... Ao Vivo, de 1998.
| Era Uma Vez... Ao Vivo – Faixas ao vivo |                       |                                                                    |         |  |
| N.º                                     | Título                | Compositor(es)                                                     | Duração |  |
| 1.                                      | "Como Um Flash"       | Giorgio Moroder Keith Forsey Irene Cara Álvaro Socci Cláudio Matta | 5:44    |  |
| 2.                                      | "Com Você"            | Berry Gordy Willie Hutch Bob West Xororó Feio Noely                | 4:23    |  |
| 3.                                      | "Beijo é Bom"         | Feio Darci Rossi                                                   | 3:11    |  |
| 4.                                      | "Inesquecível"        | Giuseppe Carella Fabrizio Baldoni Gino De Stefani Claudio Rabello  | 3:46    |  |
| 5.                                      | "Dig-Dig-Joy"         | Feio Rique Azevedo                                                 | 3:29    |  |
| 6.                                      | "Vai Ter Que Rebolar" | Nenéo                                                              | 3:35    |  |
| 7.                                      | "Etc... e Tal"        | Shania Twain Robert John "Mutt" Lange Rossi                        | 3:32    |  |
| 8.                                      | "My Heart Will Go On" | James Horner Will Jennings                                         | 4:13    |  |
| 9.                                      | "Era Uma Vez..."      | Socci Matta                                                        | 3:58    |  |
| 10.                                     | "Não Ter"             | Federico Cavalli Pietro Cremonesi Angelo Valsiglio Rabello         | 5:35    |  |
| 11.                                     | "Eu Acho Que Pirei"   | Alex Lili Maturana Feio                                            | 4:20    |  |
| Duração total:                          | Duração total:        | Duração total:                                                     | 45:47   |  |

| Era Uma Vez... Ao Vivo – Faixas bônus de estúdio |                                       |                                           |         |  |
| N.º                                              | Título                                | Compositor(es)                            | Duração |  |
| 12.                                              | "Em Cada Sonho (O Amor Feito Flecha)" | Horner Jennings Feio                      | 4:29    |  |
| 13.                                              | "Cadê Você Que Não Está"              | Randall Danimar Tivas                     | 3:41    |  |
| 14.                                              | "No Fundo do Coração"                 | D. Hayes Derrick Jones Paulo Sérgio Valle | 3:22    |  |
| Duração total:                                   | Duração total:                        | Duração total:                            | 57:59   |  |

| Era Uma Vez... Ao Vivo – VHS e DVD |                                                                    |                                                                    |         |  |
| N.º                                | Título                                                             | Compositor(es)                                                     | Duração |  |
| 1.                                 | "Eu Acho Que Pirei (Instrumental)"                                 | Alex Lili Maturana Feio                                            |         |  |
| 2.                                 | "Como Um Flash"                                                    | Giorgio Moroder Keith Forsey Irene Cara Álvaro Socci Cláudio Matta |         |  |
| 3.                                 | "Com Você"                                                         | Berry Gordy Willie Hutch Bob West Xororó Feio Noely                |         |  |
| 4.                                 | "Beijo é Bom"                                                      | Feio Darci Rossi                                                   |         |  |
| 5.                                 | "Inesquecível"                                                     | Giuseppe Carella Fabrizio Baldoni Gino De Stefani Claudio Rabello  |         |  |
| 6.                                 | "Vai Ter Que Rebolar" (Música incidental: The Old Man and a Horse) | Nenéo Feio                                                         |         |  |
| 7.                                 | "Etc... E Tal"                                                     | Shania Twain Robert John "Mutt" Lange Rossi                        |         |  |
| 8.                                 | "Dig-Dig-Joy"                                                      | Feio Rique Azevedo                                                 |         |  |
| 9.                                 | "Em Cada Sonho (O Amor Feito Flecha)" (Estúdio)                    | Horner Jennings Feio                                               |         |  |
| 10.                                | "Era Uma Vez..."                                                   | Socci Matta                                                        |         |  |
| 11.                                | "Não Ter"                                                          | Federico Cavalli Pietro Cremonesi Angelo Valsiglio Rabello         |         |  |
| 12.                                | "Eu Acho Que Pirei"                                                | Alex Lili Maturana Feio                                            |         |  |
| 13.                                | "My Heart Will Go On"                                              | James Horner Will Jennings                                         |         |  |
| 14.                                | "No Fundo do Coração"                                              | D. Hayes Derrick Jones Paulo Sérgio Valle                          |         |  |

| Era Uma Vez... Ao Vivo – Videoclipes do DVD |                       |                                                                   |               |         |  |
| N.º                                         | Título                | Compositor(es)                                                    | Diretor(es)   | Duração |  |
| 15.                                         | "Primeiro Amor"       | Teddy Randazzo Roger Joyce Kassiano Rocky                         | Edi Newton    |         |  |
| 16.                                         | "Sábado à Noite"      | Mary Chapin Carpenter Chitãozinho Xororó Joel Marques             | Rita Adams    |         |  |
| 17.                                         | "Inesquecível"        | Giuseppe Carella Fabrizio Baldoni Gino De Stefani Claudio Rabello | Alex Miranda  |         |  |
| 18.                                         | "No Fundo do Coração" | D. Hayes Derrick Jones Paulo Sérgio Valle                         | Hugo Prata    |         |  |
| 19.                                         | "Imortal"             | Barry Gibb Robin Gibb Maurice Gibb Feio                           | Hugo Prata    |         |  |
| 20.                                         | "Aprender a Amar"     | Nando Ricardo Feghali                                             | Flávia Moraes |         |  |

## Equipe e colaboradores
Todo o processo de elaboração de Era Uma Vez... Ao Vivo atribui os seguintes créditos:
Produção
- Direção: Sérgio Carrer (Feio), Xororó
- Direção Artística: Max Pierre
- Gerência Artística: Ricardo Moreira
- Coordenação nos estúdios: Barney
- Assistentes: Everaldo Andrade, Samuel Costa
- Mixagem: Guimarães
- Masterização de áudio: Ricardo Garcia

Instrumentação ao vivo
- Bateria: Otávio Morais
- Baixo: Edmundo Silva
- Teclados: Elly Souza Avelar
- Guitarras: Alexandre Volpi
- Músicos convidados:
- Bateria: Maguinho
- Baixo: Luís Gustavo
- Teclados: Júlinho Teixeira, Feio e Pojito
- Guitarras: Fino, Alex e Kiko
- Sax e Flauta: Paulo César Baptista
- Sax alto: Milton Guedes
- Trompete: Maurício Roberto
- Percussão, Gaita e Violões: Feio
- Programação: Roberto Lly
- Arranjos, regências e programação: Julinho Teixeira e Feio

Produção
- Direção: Noely P. Lima
- Direção Musical: Noely P Lima e Xororó
- Direção de produção: Carlos Mamom Júnior (KK)
- Capa: Chico Audi
- Produção visual: Paulinho Nunes
- Projeto gráfico: Léka Coutinho e Alberto Vilar (L & A studio)
- Direção de arte: Gê Alves Pinto
- Coordenação gráfica: Geysa Adnet
- Revisão: Luís Gustavo
- Autoração do DVD: Anita Nadai

## Desempenho comercial
Antes mesmo de ser lançado, a versão em áudio de Era Uma Vez teve 250 mil cópias vendidas apenas em sua pré-venda, o que garantia um certificado de platina pela Pro-Música Brasil (PMB). Em 20 de outubro daquele ano, debutou na nona colocação da parada de vendas de álbuns publicada pelo O Globo, com base em dados fornecidos pelo instituto Nelson Oliveira Pesquisa e Estudo de Mercado (NOPEM). Sua maior posição na tabela, a quinta, foi atingida em 3 de novembro. Em 1999 — antes do lançamento de um kit contendo o CD e um VHS —, 850 mil cópias já haviam sido comercializadas, o que foi reconhecido pela PMB com três certificados de platina. Pouco tempo depois, tornou-se o primeiro disco da dupla a atingir a marca de um milhão de cópias vendidas. Estima-se que esse valor já tenha excedido 2 milhões e 200 mil exempláres, o que, automaticamente, o torna um dos álbuns mais comprados de todos os tempos no Brasil.
O VHS do projeto foi o primeiro no Brasil a atingir a marca de 100 mil cópias vendidas. Em comemoração ao feito, foi lançado em 1999, um kit que incluía, o CD, a fita cassete e um pôster autografado. Em 2000, foi relançado no formato DVD com seis videoclipes — que não faziam parte do VHS —, foram adicionados.
| País — Tabela musical (1998) | Posição de pico |
| ---------------------------- | --------------- |
| Brasil (NOPEM)               | 5               |

| Região                                                                                             | Certificação | Vendas    |
| -------------------------------------------------------------------------------------------------- | ------------ | --------- |
| Brasil (Pro-Música Brasil)                                                                         | 3× Platina   | 2 200 000 |
| *números de vendas baseados somente na certificação ^distribuições baseadas apenas na certificação |              |           |